# عين سابل
عين سابل قرية سوريّة تتبع إداريّاً لمحافظة حلب منطقة السفيرة ناحية مركز السفيرة، بلغ تعداد سكانها 1,139 نسمة حسب التعداد السكاني لعام 2004.